# 青年訓練所
青年訓練所（日语：／）是大日本帝國在1926年實施的一種社會教育機構，招收16至20歲的青年，以加強其軍事訓練並作為軍事徵召的預備兵源，臺灣則是在1932年才正式設置青年訓練所，招收對象為在臺日本人。日本內地在1935年將青年訓練所、實業補習學校整併為義務制的青年學校，臺灣總督府則在隨後亦將青年訓練所改為招收台灣人、日本人的青年學校，但仍保留實業補習學校制度。

## 介紹
日本在1926年4月公告《青年訓練所令》及《青年訓練所規程》，招收未進入中等學校的青年，以訓練其身心、學習國體觀念，提升整體臣民的資質。臺灣及朝鮮因為未實施徵兵制，且考量當地受初等教育人數的比例仍不高，因此暫時不實施青年訓練所制度。
1927年9月，臺灣花蓮港廳的日本移民村吉野村開設了臺灣第一處青年訓練所──私立吉野村青年訓練所，而臺灣總督府在1931年12月28日才確定了青年訓練所的設立方針，以設立在市制實行地區、日本人移民村為原則，招收內地人青年，並會由臺灣軍司令部的查閱官定期點檢；在1932年2月時，全臺共有14處青年訓練所。日本在1939年公告《青年學校令》後，將青年訓練所、實業補習學校整併為義務制的「青年學校」；臺灣總督府則配合此調整，在同年5月公告《臺灣青年學校令》，將臺灣此時的35處青年訓練所改為義務制的青年學校，之後陸續設立本島人的青年學校。

## 列表
以下為臺灣的青年訓練所：
- 臺北州：旭青年訓練所、壽青年訓練所、南門青年訓練所、建成青年訓練所、基隆青年訓練所、羅東青年訓練所、南方澳青年訓練所、南方澳女子青年訓練所、私立商工青年訓練所（開南商工職業學校設立）、私立金瓜石鑛山青年訓練所（臺灣鑛業株式會社設立）[8]
- 新竹州：新竹青年訓練所
- 臺中州：臺中青年訓練所（明治小學校內）、彰化青年訓練所、員林青年訓練所[9]
- 臺南州：臺南青年訓練所（臺南商業專修學校內）、嘉義青年訓練所（旭小學校內）、虎尾青年訓練所（虎尾小學校內）、新營青年訓練所（新營小學校內）[10]
- 高雄州：高雄青年訓練所、屏東青年訓練所、里港青年訓練所[11]
- 澎湖廳：馬公青年訓練所
- 花蓮港廳：花蓮港街青年訓練所、玉里青年訓練所、壽青年訓練所[12]、吉野村青年訓練所、吉野村女子青年訓練所、豐田村青年訓練所、豐田村女子青年訓練所、林田村青年訓練所、林田村女子青年訓練所[13]
- 臺東廳：臺東青年訓練所、鹿野村青年訓練所